# Bandar Selamat (Medan Tembung)
Bandar Selamat is een bestuurslaag in het regentschap Medan van de provincie Noord-Sumatra, Indonesië. Bandar Selamat telt 17.778 inwoners (volkstelling 2010).